# Cache-tétons

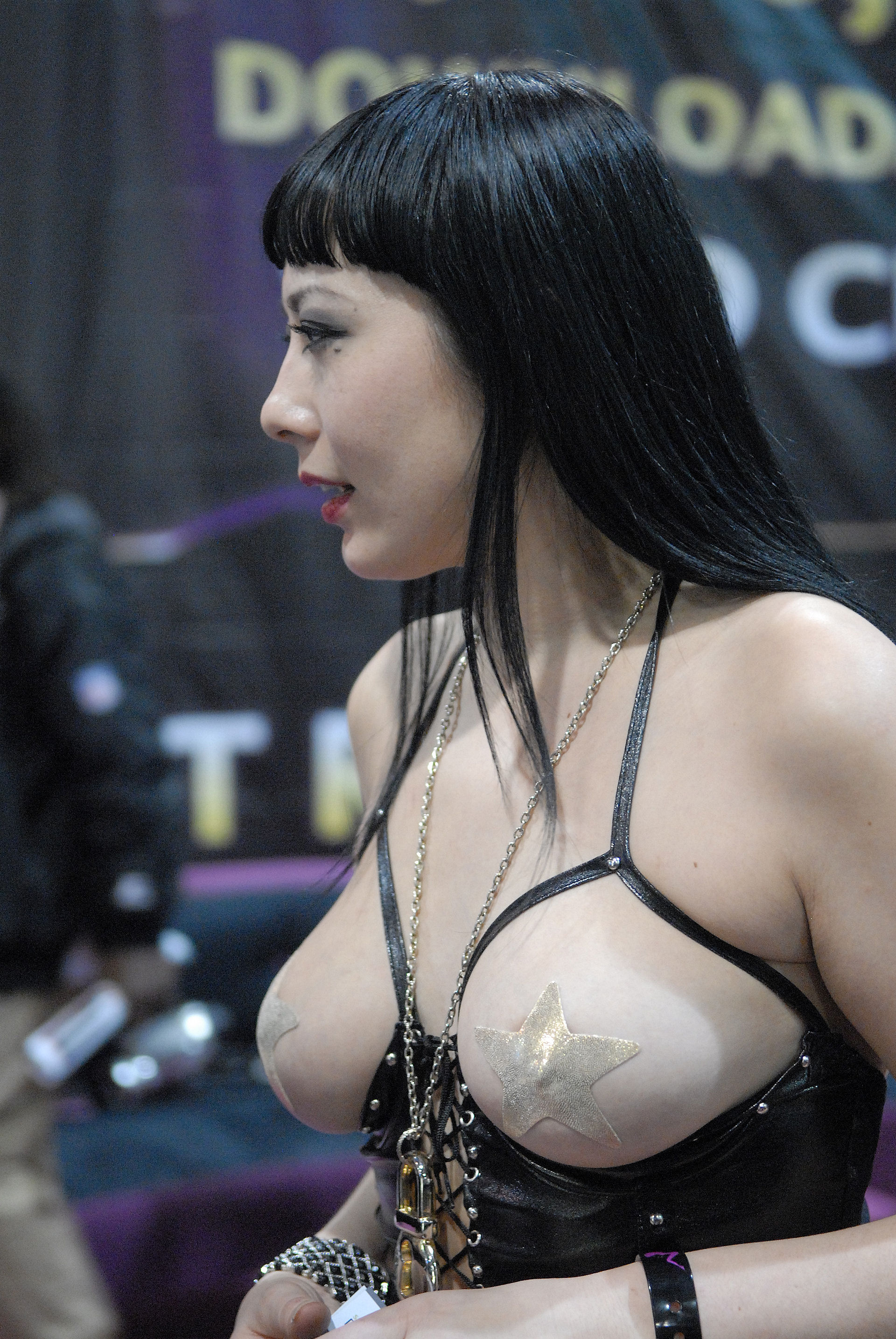
Cache-tétons

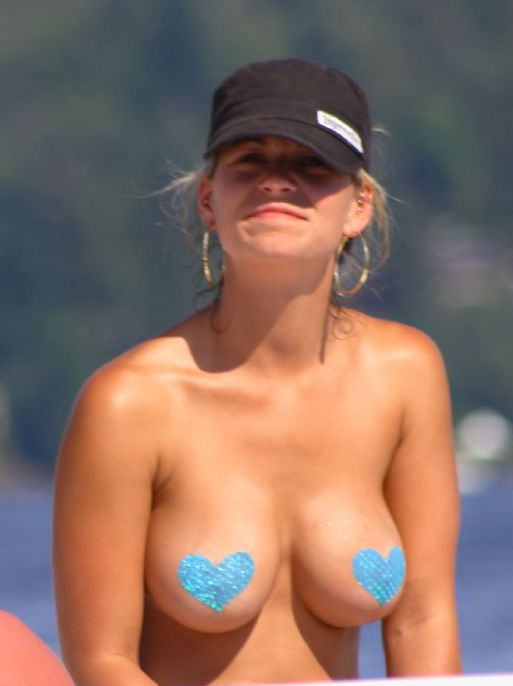
Une vacancière portant des cache-tétons en cœurs à Seattle en août 2007.

Un cache-tétons (appelé aussi cache-seins, nippies) est un autocollant qui sert à recouvrir le téton humain dans un but artistique, érotique ou pudique.
Il existe une grande variété de cache-tétons, de l'autocollant muni de pierres précieuses au simple ruban adhésif, mais la taille est généralement à peine plus grande que le téton et l'aréole mammaires. Présenté comme une alternative aux différentes sortes de soutien-gorge, le cache-tétons a pour avantage de laisser le sein libre, tout en dissimulant une éventuelle érection du téton. Les cache-tétons commercialisés sont conçus pour ne pas irriter le téton puisque l'autocollant est adhésif seulement sur le pourtour du téton. L'adhésif est souvent en gomme arabique.
Les cache-tétons sont apparus dans les milieux du théâtre burlesque vers 1920 pour contourner la censure des seins nus féminins, en révélant autant que possible le sein. Ils étaient portés dans les cabarets comme les Folies Bergère ou le Lido. Ils ont été ensuite employés dans les clubs de strip-tease soit pour ne pas tomber sous le coup de la censure, soit son intérêt esthétique et sexy. L'artiste burlesque Carrie Finnell avait des cache-tétons d'où pendaient des pompons qui étaient partie intégrante de son spectacle. Il est porté de nos jours dans des spectacles néo-burlesques aux États-Unis, dans des boîtes fétichistes ou dans des salons officiels pornographiques, comme l'AVN à Las Vegas.
Dans la vie de tous les jours, des cache-tétons sont aussi employés par certaines femmes qui trouvent le soutien-gorge trop encombrant, mais ne désirent pas avoir les seins qui pointent sous leur vêtement moulant. D'autres femmes l'utilisent sur des bustes nus pour bronzer, tout en atténuant une éventuelle accusation d'exhibitionnisme. Il est aussi beaucoup utilisé dans les manifestations comme la marche des fiertés.